# 2820 Iisalmi
2820 Iisalmi este un asteroid din centura principală, descoperit pe 8 septembrie 1942 de Yrjö Väisälä.